# Szenkár Dezső
Szenkár Dezső (Budapest, 1894. január 27. – Budapest, 1962. december 5.) magyar karmester, zeneszerző, Szenkár Nándor fia és Szenkár Jenő öccse.

## Élete
Édesapja, Szenkár Nándor (1857–1927) kóruskarnagy, több zsinagóga énekkarának vezetője, édesanyja Rothenstreich Ráchel (1862–1935) volt. Középiskolai tanulmányait szülővárosában végezte, majd a budapesti Zeneakadémián Weiner Leó, Siklós Albert és Antalffy-Zsiross Dezső növendéke volt. 
1923-ban az Unió-színházaknál kezdte meg a működését. 1926. december 1-jén felvették az Országos Színészegyesület tagjai közé. 
1927-ben az innsbrucki Stadtheater karmestere lett, de dolgozott Stockholmban, Berlinben, Helsinkiben és Párizsban is. Barátságban állt József Attilával, akinek megzenésítette Betlehemi királyok című versét. 
1939-ben visszatért a magyar fővárosba, majd ezt követően a zsidótörvények miatt  (a Második zsidótörvény és a Harmadik zsidótörvény) csak korlátozva működhetett. Az Országos Magyar Izraelita Közművelődési Egyesület által 1942 decemberében megrendezett Rendkívüli kabaré kísérője volt. 1943 decemberében a Zeneakadémia nagytermében előadták sanzonjait, melyben kísérőként közreműködött. A második világháború alatt Verzár Frigyes professzor bújtatta.
A felszabadulást követően folytatta karmesteri és zeneszerzői tevékenységét. Főként színpadi műveket és könnyűzenét írt. Több művével pályadíjat nyert. Gyakori vendége volt a Japán kávéháznak.

## Művei
- A biarritzi Vénusz, operett 3 felvonásban. Szövegét írta: Kardos Andor, verseit Harmath Imre. Bemutató: 1930. január 30. Városi Színház
- Rikkancsszerelem, zenés vígjáték
- Tavasz a fővárosban, operett
- A maláji lány, operett

### Filmzenéi
- Trenul fantoma (1933)
- Kísértetek vonata (1933)
- Búzavirág (1934)
- Betlehemi királyok (1947, rövidfilm)